# Hostomice (Boêmia Central)
Hostomice é uma cidade checa localizada na região da Boêmia Central, distrito de Beroun.